# Campeonato Africano de Atletismo de 2018 - 100 m com barreiras feminino
A prova dos 100 metros com barreiras feminino do Campeonato Africano de Atletismo de 2018 foi disputada entre os dias 1 e 2 de agosto, no Estádio Stephen Keshi,  em Asaba,  na Nigéria. 

## Recordes
Antes desta competição, os recordes mundiais e do campeonato nesta prova eram os seguintes:
|                       | Nome            | Nacionalidade  | Tempo  | Local    | Data                 |
| --------------------- | --------------- | -------------- | ------ | -------- | -------------------- |
| Recorde mundial       | Kendra Harrison | Estados Unidos | 12s 20 | Londres  | 22 julho de 2016     |
| Recorde do campeonato | Glory Alozie    | Nigéria        | 12s 77 | Dakar    | 19 de agosto de 1998 |
| Recorde africano      | Glory Alozie    | Nigéria        | 12s 44 | Mônaco   | 8 de agosto de 1998  |
| Recorde africano      | Glory Alozie    | Nigéria        | 12s 44 | Bruxelas | 28 de agosto de 1998 |
| Recorde africano      | Glory Alozie    | Nigéria        | 12s 44 | Sevilha  | 28 de agosto de 1999 |

## Medalhistas
| Ouro              | Prata                     | Bronze              |
| Tobi Amusan (NGR) | Rikenette Steenkamp (RSA) | Rosvitha Okou (CIV) |

## Cronograma
Todos os horários são locais (UTC+1). 
| Data        | Hora  | Evento  |
| ----------- | ----- | ------- |
| 1 de agosto | 17:40 | Bateria |
| 2 de agosto | 16:40 | Final   |

## Resultados

### Bateria
Qualificação: 3 atletas de cada bateria (Q) mais os 2 melhores qualificados (q).
Vento:
Bateria 1: -0.7 m/s, Bateria 2: -1.0 m/s
| Posição | Bateria | Atleta                      | Nacionalidade   | Tempo | Notas |
| ------- | ------- | --------------------------- | --------------- | ----- | ----- |
| 1       | 2       | Tobi Amusan                 | Nigéria         | 13.04 | Q     |
| 2       | 1       | Rikenette Steenkamp         | África do Sul   | 13.17 | Q     |
| 3       | 1       | Rosvitha Okou               | Costa do Marfim | 13.53 | Q     |
| 4       | 1       | Grace Ayemoba               | Nigéria         | 13.94 | Q     |
| 4       | 2       | Karel Elodie Ziketh         | Costa do Marfim | 13.94 | Q     |
| 6       | 1       | Favour Efe                  | Nigéria         | 14.12 | q     |
| 7       | 1       | Adja Arrete Ndiaye          | Senegal         | 14.32 | q     |
| 8       | 2       | Eleonore Bailly             | Costa do Marfim | 14.47 | Q     |
| 9       | 2       | Priscillah Tabunda Nasimiyu | Quênia          | 14.71 |       |
| 10      | 1       | Hirpe Deribsa               | Etiópia         | 15.14 |       |
| 11      | 2       | Gnima Faye                  | Senegal         | DNF   |       |
| 12      | 1       | Houda Hagras                | Egito           | DNS   |       |
| 12      | 1       | Marthe Koala                | Burquina Fasso  | DNS   |       |
| 12      | 2       | Rokya Fofana                | Burquina Fasso  | DNS   |       |
| 12      | 2       | Lina Ahmed                  | Egito           | DNS   |       |

### Final
Vento: -1.4 m/s
| Posição           | Raia | Atleta              | Nacionalidade   | Tempo | Notas |
| ----------------- | ---- | ------------------- | --------------- | ----- | ----- |
| Medalha de ouro   | 4    | Tobi Amusan         | Nigéria         | 12.86 |       |
| Medalha de prata  | 6    | Rikenette Steenkamp | África do Sul   | 13.18 |       |
| Medalha de bronze | 5    | Rosvitha Okou       | Costa do Marfim | 13.39 |       |
| 4                 | 7    | Grace Ayemoba       | Nigéria         | 13.68 |       |
| 5                 | 3    | Karel Elodie Ziketh | Costa do Marfim | 13.70 |       |
| 6                 | 1    | Favour Efe          | Nigéria         | 14.18 |       |
| 7                 | 2    | Adja Arrete Ndiaye  | Senegal         | 14.63 |       |
| 8                 | 8    | Eleonore Bailly     | Costa do Marfim | 14.84 |       |

Legenda
| Recorde mundial       | Recorde mundial (World record)               |                       | Recorde africano                      | Recorde africano (African) |                                           | Q | Classificado por posição (Qualified) |
| Recorde do campeonato | Recorde do campeonato (Championship record)  | Recorde da América    | Recorde da América (Americas)         | q                          | Classificado por melhor tempo (Qualified) |   |                                      |
| Melhor marca do ano   | Melhor marca do ano (World leading)          | Recorde asiático      | Recorde asiático (Asian)              | DNS                        | Não largou (Did not start)                |   |                                      |
| Recorde nacional      | Recorde nacional (National record)           | Recorde europeu       | Recorde europeu (European)            | DNF                        | Não terminou (Did not finish)             |   |                                      |
| Recorde pessoal       | Recorde pessoal do atleta (Personal best)    | Recorde da Oceania    | Recorde da Oceania (Oceania)          | DSQ / DQ                   | Desclassificado (Disqualified)            |   |                                      |
| Recorde da temporada  | Recorde da temporada do atleta (Season best) | Recorde sul-americano | Recorde sul-americano (South America) | NM                         | Sem marca (No mark)                       |   |                                      |